# Numeralla River
Der Numeralla River ist ein Fluss im Südosten des australischen Bundesstaates New South Wales.

## Geographie
Der Fluss entspringt in der Kybeyan Range im Westen des Wadbilliga-Nationalparks. Von dort fließt er nach Norden und dann nach Nordwesten, um bei Dromore nördlich von Cooma in den Murrumbidgee River zu münden.
Der Fluss ist ein diversifiziertes Ökosystem mit vielen Tierarten, wie zum Beispiel dem Wanderer's-Eisvogel und dem Kiora-Frosch. Die heimischen Süßwasserfische allerdings wurden komplett von eingeführten Forellenarten, die jetzt durch eingeführte Karpfenarten ersetzt werden, vernichtet. Dies ist eine im Südosten Australiens durchaus übliche Situation.